# Улов (телесериал)
«Уло́в», или «Лову́шка» (англ. The Catch) — американский телевизионный сериал производства Шонды Раймс, вышедший на ABC в сезоне 2015—2016 годов. В центре сюжета находится профессиональная и личная жизнь частного детектива Элис Вон (в исполнении Мирей Инос), чья жизнь переворачивается с ног на голову после того, когда она узнает, что будущий муж является аферистом и хочет обмануть её. Премьера сериала состоялась 24 марта 2016 года в США и 12 апреля 2016 года в России на телеканале Fox Life. 12 мая 2016 года сериал был продлен на второй сезон, который стартовал 9 марта 2017.
11 мая 2017 ABC закрыл сериал после двух сезонов.

## Производство

### Разработка
21 октября 2014 года, было объявлено, что ABC купил оригинальную концепцию драмы у студии Шонды Раймс Shondaland, совместно с Джули Энн Робинсон и её мини-студией Canny Lads Productions. Сценарий был написан Дженнифер Шуур на основе романа Кейт Аткинсон и описывался как остроумная драма с постоянным напряжением. Проект примечателен тем, что все его исполнительные продюсеры — женщины, что не часто встречается на телевидении. 26 января 2015 года канал заказал съемки пилотного эпизода для сезона 2015-16 годов.
Съёмки пилотного эпизода проходили в марте 2015 года в Остине, штат Техас, а его режиссёром выступила Джули Энн Робинсон. 7 мая 2015 года канал утвердил пилот и заказал съемки первого сезона. 18 августа было объявлено, что создатель сериала Дженнифер Шуур покидает его как шоураннер из-за смены творческого направления после заказа пилота. Тем временем, планируется, что Аллан Хейнберг, работавший исполнительным продюсером в «Анатомия страсти» и «Скандал», сменит её на посту шоураннера.

### Кастинг
Кастинг на регулярные роли начался в феврале 2015 года. 2 марта было объявлено, что номинант на премию «Эмми» Мирей Инос будет играть ведущую роль судебного бухгалтера, которая расследует случаи мошенничества. Одновременно с Инос, Джеки Идо получил роль агента ФБР, который следит на ней, а Джей Хейден — её правой руки в фирме. Два дня спустя Дэймон Дейаб получил основную мужскую роль красивого афериста, который крадет крупную сумму со счетов героини Инос. На следующий день офф-бродвейская актриса Элви Йост получила регулярную роль юриста, работающего с героиней Инос. 11 марта Роуз Роллинз и Алими Баллард присоединились к проекту в ролях друзей героини Инос, которые оказываются в шоке от того, что её жених оказался мошенником. 21 марта было объявлено, что Бетани Джой Ленз присоединилась к проекту в роли жены персонажа Дейаба.
После майских апфронтов Shondaland начал проводить значительные изменения в направлении шоу, что привело к рекастингу основных ролей. 19 мая Дэймон Дейаб и Бетани Джой Ленз, сыгравшие главную мужскую и вторую женскую роль, соответственно, были уволены, так как продюсеры решили пойти в другом направлении с их персонажами. 14 июля было объявлено, что основную мужскую роль взял на себя Питер Краузе. 22 июля Соня Уолгер сменила Ленз в роли его жены. Остальные актёры остались в проекте, однако их роли были полностью изменены.

## Актёры и персонажи
- Мирей Инос в роли Элис Вон
- Питер Краузе в роли Бенджамина Джонса
- Соня Уолгер в роли Марго Бишоп
- Роуз Роллинз в роли Валери Андерсон
- Алими Баллард в роли Реджинальда Леннокса-третьего
- Джеки Идо в роли агента Жюля Дао
- Джей Хейден в роли Дэнни Юна
- Элви Йост в роли Софи Новак
- Джон Симм в роли Риса Гриффитса